# Fraternité du Doux Nom (Séville)
 (novembre 2017).
La Fraternité du Doux Nom (de Marie), aussi connue comme la Gifle, est une confrérie de rite catholique fondée dans la ville de Séville,  communauté autonome de l'Andalousie en Espagne. Son siège canonique est en l'église paroissiale du quartier Saint-Laurent dans le centre historique. Son nom complet est Pontificia, Fervorosa, Ilustre y Antigua Hermandad y Cofradía de Nazarenos de Nuestro Padre Jesús ante Anás, Santo Cristo del Mayor Dolor, María Santísima del Dulce Nombre y San Juan Evangelista. que l'on peut traduire par:
Pontificale, Fervente, Illustre et Ancienne Fraternité et Confrérie des Pénitents de Notre Père Jésus devant Anân, Saint Christ de la Grande Douleur, Très Sainte Marie du Doux Nom et Saint Jean l'Evangéliste.

## Histoire
La Fraternité du Doux Nom est fondée au Couvent de la Grâce, en 1540, pour protéger et secourir les orphelins. En 1920, elle est refondée dans la paroisse de Saint Romain, en adjoignant aux dédicaces primitives le titre de Jésus devant Anne. De 1920 à 1968 le siège de la fraternité se déplace au Couvent de Saint-Antoine de Padoue et ensuite dans l'église paroissiale de Saint-Laurent, où elle occupe la chapelle qu'avait occupé la fraternité Christ du Grand Pouvoir.

## Paso et statues

### Paso du mystère de Jésus devant Anne

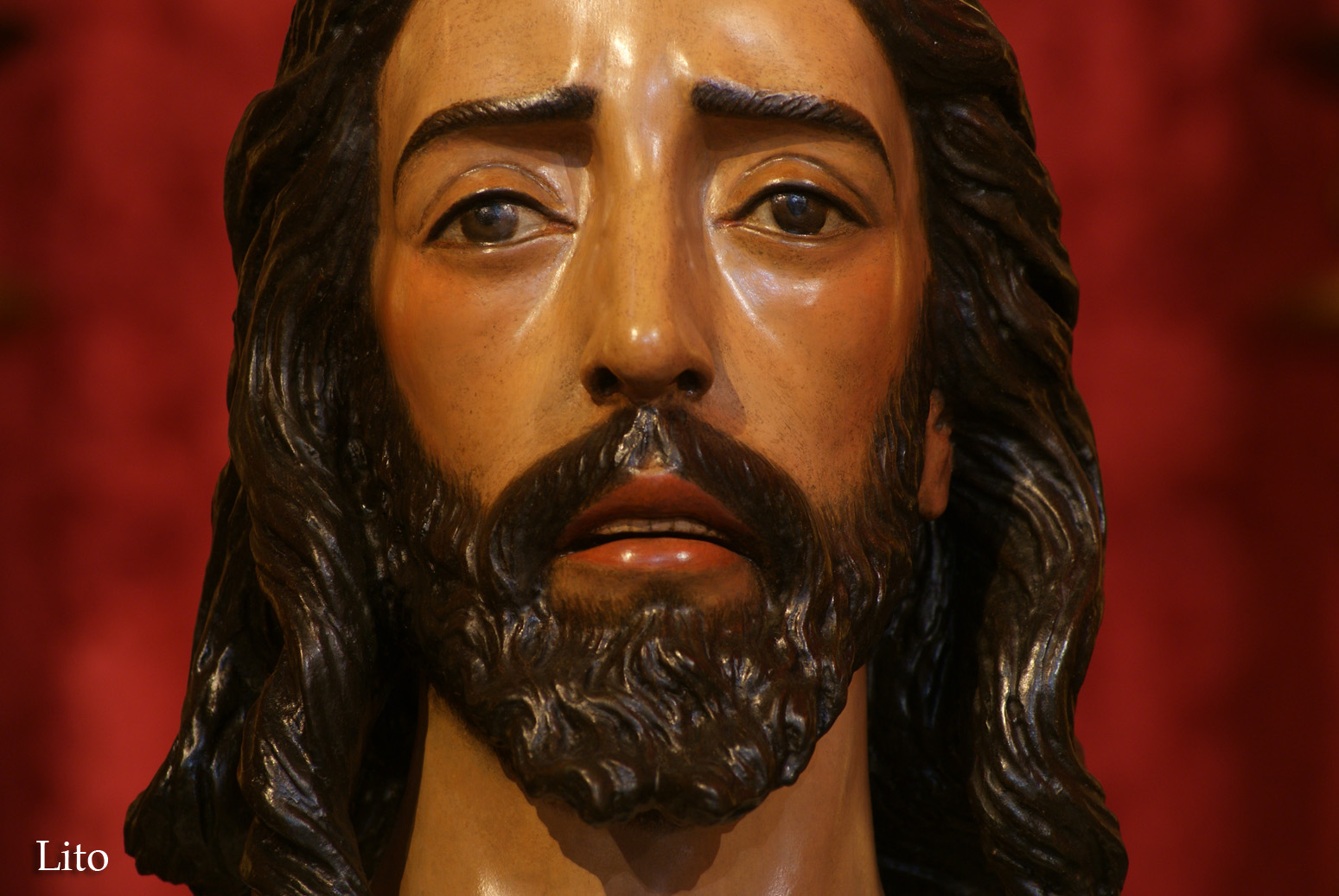
Notre Père Jésus devant Anne

Le groupe sculpté représentant Jésus devant Anne a été réalisé par Antonio Castillo Lastrucci en 1923. Il représente le verset de l'évangile de Jean où Jésus comparaît devant Anne, pour être interrogé avant son jugement par le Sanhédrin.
Dans ce mystère apparaît le juif Malchus en train de gifler de Jésus, sous le regard de Joseph d'Arimathie et Caïphe, et en présence d'un soldat romain et d'un autre serviteur se moquant de la scène. Cette représentation de Jésus est la seule qui apparaisse, de dos, dans sa Station.
Le Paso du mystère de style néobarroque a été dessiné par  Juan Pérez Calvo et réalisé par Rafael Fernández Toro en bois de pin des Flandres, en 1945. La dorure est un travail d'Antonio Sánchez González.  En 1977 Antonio Vega Sánchez ménage de nouveaux soupiraux et brancards (à l'usage des pénitents), dorés par Antonio Díaz Fernández en 1978, puis retouchés en 1998 par Enrique Vázquez Cabello. En 1945 ont été ajoutés six anges de pitié, et six bas-reliefs représentant des passages de la Passion, œuvre de Luis Ortega Brú. Il porte rideaux de velours grenat rehaussé de broderie d'or, création de Juan Pérez Chauve et réalisés dans l'atelier des Filles de la Charité du Collège de Saint-Martin de Cadix en 1962. Son heurtoir est en forme de nœud, en souvenir de la corde qui tenait Jésus captif devant Anna. Donné par la Fondation Saint-Antoine, il a été refondu en bronze par Adolfo Escacena en 1939. La chariot actuel est l'œuvre de Juan García Casas, de la Rambla (Cordoue), en l'an 2000.

### Dais De la Vierge du Doux Nom

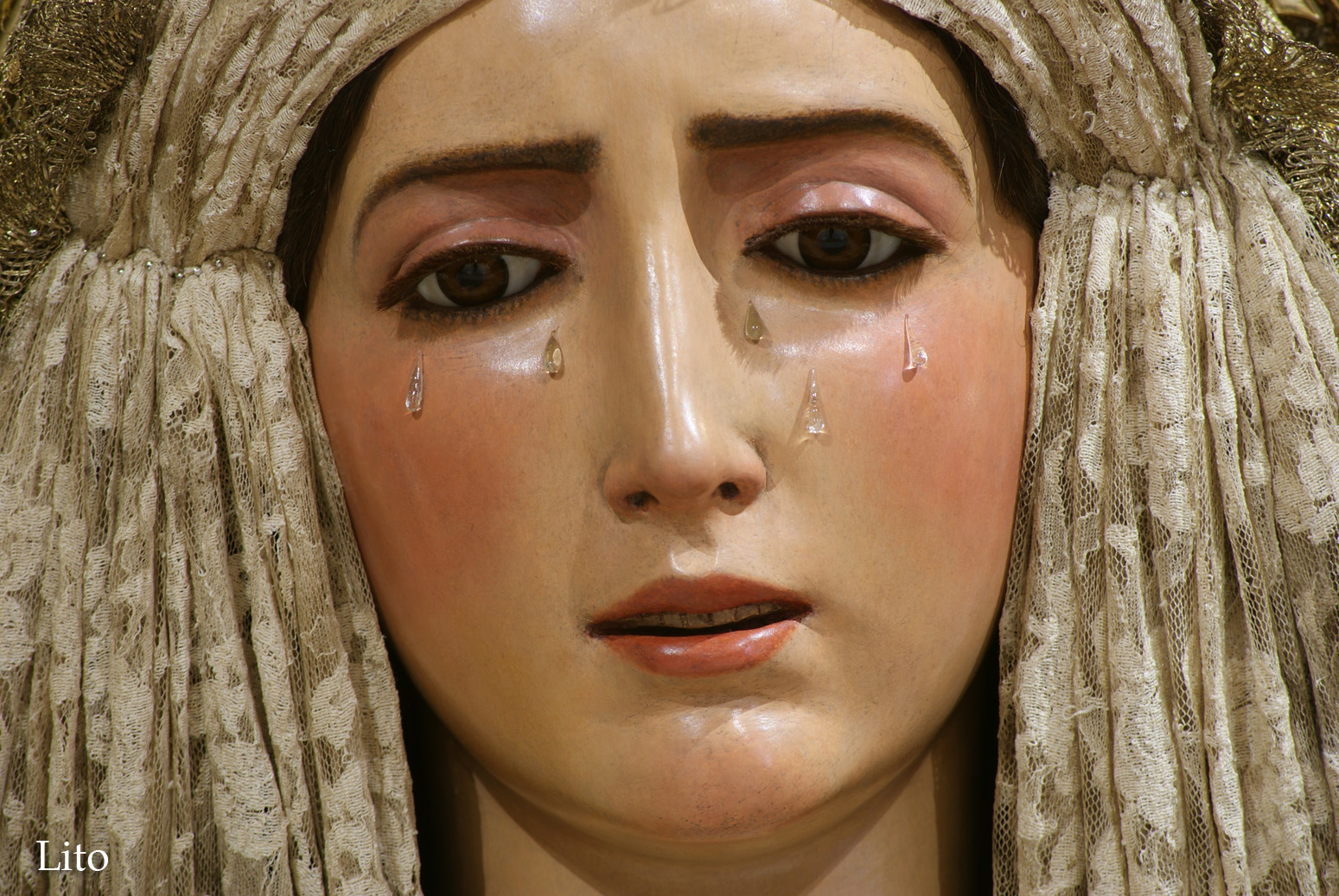
Vierge du Doux Nom.

Le deuxième Paso de la fraternité porte sous un dais, la Sanctissime Marie du Doux Nom accompagnée de Saint Jean l'Évangéliste. Les deux statues ont été réalisées par Castillo  Lastrucci en 1924, qui après sa première sortie le reprit pour arrondir le visage de la Vierge. Elle porte un manteau de velours bleu brodé d'or réalisé par Rodríguez Ojeda en 1923, en accord avec l'aspect du dais, réalisé par le même auteur deux ans avant.
Le palio se compose de douze plaques droites, ouvrés en métal argenté, de  Andrés Contreras en 1942, et restaurées à la fin de siècle par Emilio Méndez. La gloire au plafond du dais reproduit l'œuvre de Diego Velázquez intitulée Le Couronnement de la Vierge, œuvre de l'atelier de Neveux de Caro en 1942 et restauré dans le même atelier en 1985. Les soupiraux en argent pur sont d'Ange Gabella Pérez (1992) reproduisent le modèle des anciens, et se complètent avec rideaux de velours bleu. Le socle réalisée en 1925 par Eduardo Sec Imberg a été restaurée en 1977 et 1998 par Fernando Marmolejo Camargo. Le pavillon en argent pur incrusté d'ivoire représente Saint-Antoine de Padoue et  l'Enfant Jésus, sont l'œuvre de Jesús Domínguez Vázquez en 1954.
Les lanternes sont de Jesús Domínguez Vázquez (1969-1973) en métal argenté, et replaquées 2003. Les candélabres de queue, à onze lumières, sont d'argent pur, réalisés par l'Orfebrería Macarena en 1995 sur le modèle des précédents. il en est de même pour les dix vases à fleurs du devant, alors que les dix sur les côtés ont été réalisés en métal argenté par Andrés Contreras Ramírez en 1942. Enfin, le heurtoir du Paso qui représente Saint Michel a été réalisé en argent pur par l'Orfebrería Triana suivant le dessin de Ramón León en 1994.

### Christ De la Grande Douleur

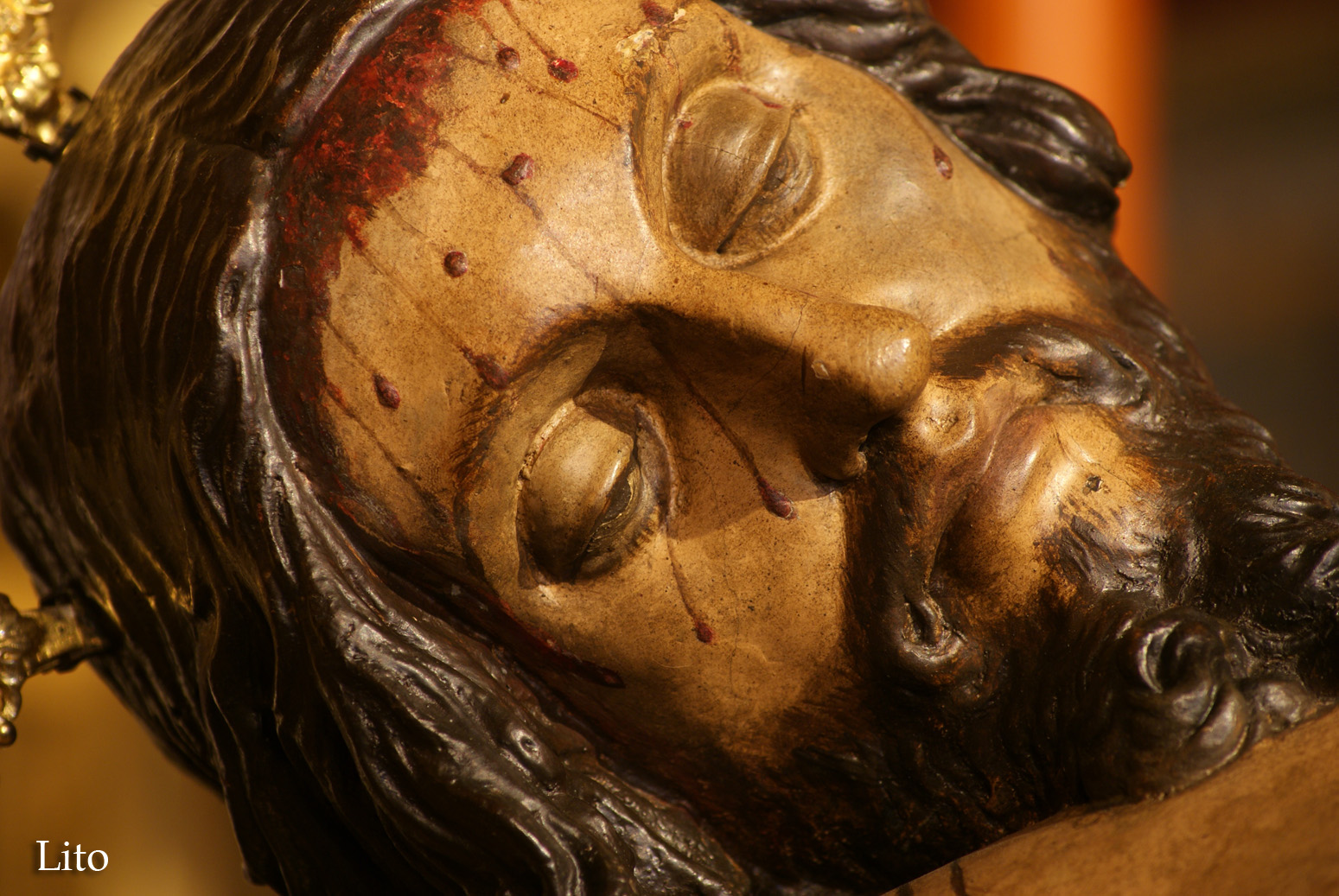
Santísimo Christ De la Grande Douleur

Le Christ de la grande Douleur, qui appartient aussi à la fraternité qu'est un Crucifix du XVIIe siècle, œuvre de Ocampo, ne sort pas en Stationde procession.

## Marches

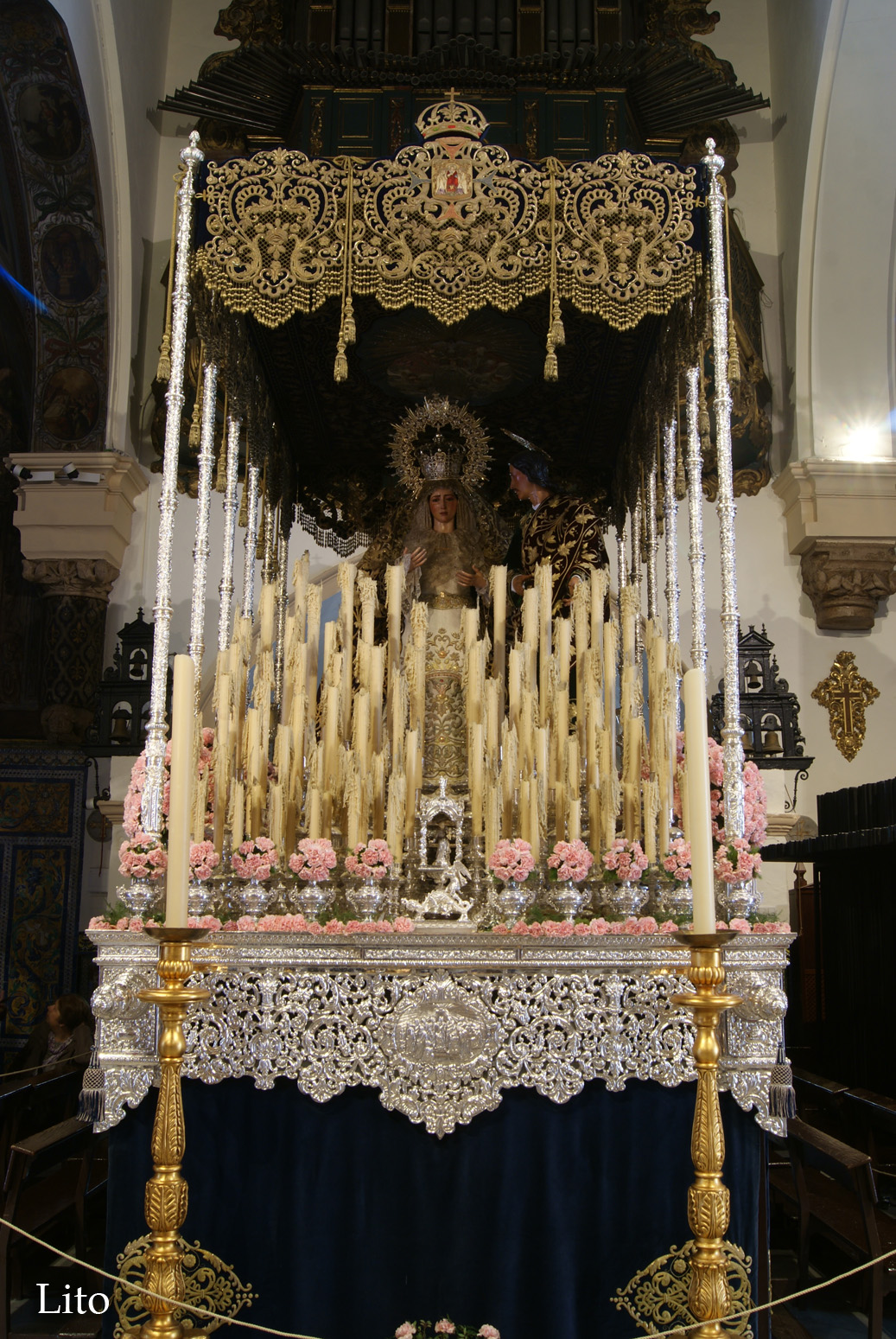
Dais De la Vierge du Doux Nom

Chaque Mardi Saint, la procession du Paso du mystère de Jésus devant Anne est accompagné par la Fanfare de la CCTT Ntra Mme de la Victoria "Les Cigarreras", le dais  de la Vierge du Doux Nom par la Société philharmonique Notre Dame de l'Oliva.
Liste des marches dédiées à la fraternité destinées être interprétées par les ensembles accompagnant les pasos:
- Jesús Christus (Moisés García Espinosa, 1920)
- El Dulce Nombre (Manuel López Farfán, 1925)
- María Santísima del Dulce Nombre (Luis Lerate Santaella, 1955)
- Virgen del Dulce Nombre (Pedro Morales Muñoz, 1986)
- Cristo del Mayor Dolor (Luis Lerate Santaella, 1989)
- Jesús ante Anás (Luis Lerate Santaella, 1992)
- Rosa de San Lorenzo (Patricio Gómez Vallés, 1993)
- Al Cielo con Ella (Pedro Morales Muñoz, 1995)
- Fons Pietatis (Juan José Luque Vela, 2007)
- La Gracia de Sevilla bajo palio (Juan Velázquez Sánchez, 2007)
- Señora del Dulce Nombre (Jacinto Manuel Rojas Guisado, 2010)
- El Dulce Nombre de María (Alberto Fernández-Palacios García, 2010)
- Madre, tu Dulce Nombre (Antonio David Rodríguez Gómez, 2015)

Cornets et tambours relève une série de marches dédiées fraternité : 
Doux Nom de María, 
Jesús devant Anás 
Regards du Doux Nom.

## Place dans la procession officielle
|               | Ordre de passage dans la procession officielle du Mardi Saint à Séville |            |
| ------------- | ----------------------------------------------------------------------- | ---------- |
| Prédécesseur  | Rang actuel                                                             | Successeur |
| La Candelaria | 7° rang                                                                 | Santa Cruz |

## Sources
- (es) Cet article est partiellement ou en totalité issu de l’article de Wikipédia en espagnol intitulé « Hermandad del Dulce Nombre (Sevilla)  » (voir la liste des auteurs).